# Cheirophotis megacheles
Cheirophotis megacheles är en kräftdjursart som först beskrevs av Giles 1885.  Cheirophotis megacheles ingår i släktet Cheirophotis och familjen Isaeidae. Inga underarter finns listade i Catalogue of Life.